# Distretto di Jung (Busan)
Jung (Hangŭl: 중구; Hanja: 中區) è un distretto di Busan. Ha una superficie di 2,8 km² e una popolazione di 48.197 abitanti al 2010.